# William McMahon
Sir William McMahon (Sydney (New South Wales), 23 februari 1908 – aldaar, 31 maart 1988) was een Australisch politicus. Hij was de 20e premier van Australië.

## Levensloop
McMahon werd geboren als de zoon van een advocaat. Zijn moeder overleed toen hij 9 jaar oud was en zijn vader toen hij 18 was. Hij studeerde rechten aan de Universiteit van Sydney. Daarna ging hij aan de slag bij een advocatenkantoor. Ten tijde van de Tweede Wereldoorlog nam hij dienst in het Australisch leger, maar door gehoorverlies was hij ongeschikt om ingezet te worden aan het front. Hij diende in een staffunctie. Na de oorlog reisde hij door Europa en behaalde nog een graad in de economie aan de Universiteit van Sydney.
Zijn politieke carrière begon in 1949 met zijn verkiezing voor de Liberale Partij in het Australische parlement. Hij was zeer ambitieus. Premier Robert Menzies benoemde hem in 1951 als minister van de Luchtmacht en minister van de Marine.  Nadat Harold Holt in 1966 premier werd volgde hij hem op als vice-partijleider en minister van Financiën. Ondanks zijn lange staat van dienst was hij weinig populair onder collega-ministers. Hij werd gezien als zeer capabel, maar ook als over-ambitieus. McMahon was nooit  getrouwd geweest en er gingen geruchten over dat hij homoseksueel zou zijn.  Pas in 1965 trouwde hij met de 25 jaar jongere Sonia Rachel Hopkins. Samen kregen zij drie kinderen.
Na Holts verdwijning, waarschijnlijk door verdrinking, in 1967 was hij de aangewezen man om hem op te volgen. John McEwen, partijleider van coalitiegenoot de Country Party, liet echter weten dat hij McMahon niet vertrouwde en weigerde in een regering onder zijn leiderschap te dienen. Verder was er sprake van afkeer vanwege zijn vermoedelijke homoseksualiteit. McMahon trok zich terug als kandidaat. In zijn plaats schoven de Liberalen John Gorton naar voren als nieuwe premier. McMahon werd minister van Buitenlandse Zaken.
De regeringspartijen wisten bij de parlementsverkiezingen van 1969 ternauwernood hun meerderheid in het parlement te behouden. McMahon daagde Gorton uit voor het partijleiderschap, maar mede door de weerstand van McEwen mislukte die poging. Pas toen deze in januari 1971 met pensioen ging ontstond er ruimte voor de ambities van McMahon. De nieuwe partijleider van de Country Party Doug Anthony liet weten dat zijn partij geen bezwaren meer had tegen hem. Twee maanden later vond er een leiderschapswissel plaats bij de Liberalen en McMahon volgde Gorton op als premier. Gorton werd gekozen als vice-partijleider, maar een paar maanden later alweer door druk van de nieuwe premier vervangen door Billy Sneden.
Als premier kreeg McMahon te maken met de opnieuw zelfverzekerde Labor-partij van Gough Whitlam. In de debatten was het regeringshoofd geen partij voor de welbespraakte Whitlam. Deze bekritiseerde de Australische betrokkenheid bij de Vietnamoorlog fel.  Wat ook niet meehielp was dat de premier Whitlam fel bekritiseerde vanwege zijn wens om de Republiek China te erkennen op het moment dat Australisch belangrijkste  medestander de Amerikaanse president Richard Nixon besloot om China te bezoeken. Verder werkte de stijgende inflatie niet mee in het voordeel. Begin 1972 ging Labor ruim aan de leiding in de opiniepeilingen. De Liberalen stelden het uitschrijven van nieuwe verkiezingen zo lang mogelijk uit, tot december 1972. De Labor-partij won toen de verkiezingen en McMahon trad af. Daarmee kwam er een einde aan het langst ononderbroken ministerschap van een politicus in de geschiedenis van Australië, namelijk meer dan 21 jaar. Alleen John McEwen en George Pearce dienden langer als minister, maar niet aaneengesloten.
McMahon was na zijn aftreden nog 10 jaar actief als parlementslid. Hij overleed op 31 maart 1988 aan kanker.
- Australian Dictionary of Biography: mcmahon-sir-william-billy-15043
- Gemeinsame Normdatei: 1192943341
- International Standard Name Identifier: 0000 0000 6402 8222
- Library of Congress Control Number: n2008070410
- Nationale bibliotheek van Australië: 35342814
- SNAC: w6k07gcg
- Système universitaire de documentation: 234134267
- Trove: 504943
- Virtual International Authority File: 56090665
- WorldCat: E39PBJycK3W93QjR6BFHDhB773